# Norseman Xtreme Triathlon

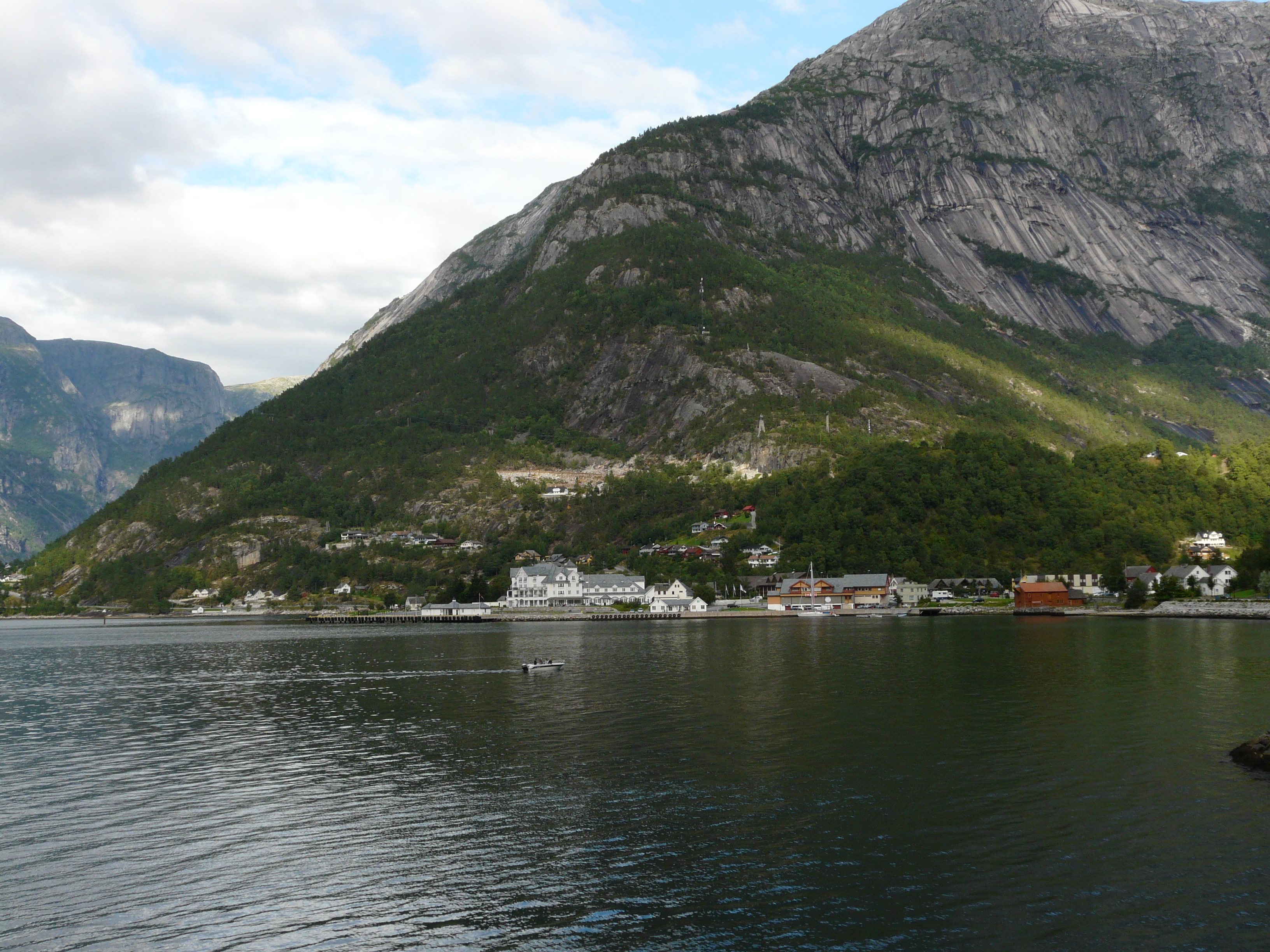
Eidfjord, mål för simetappen och start för cykeletappen

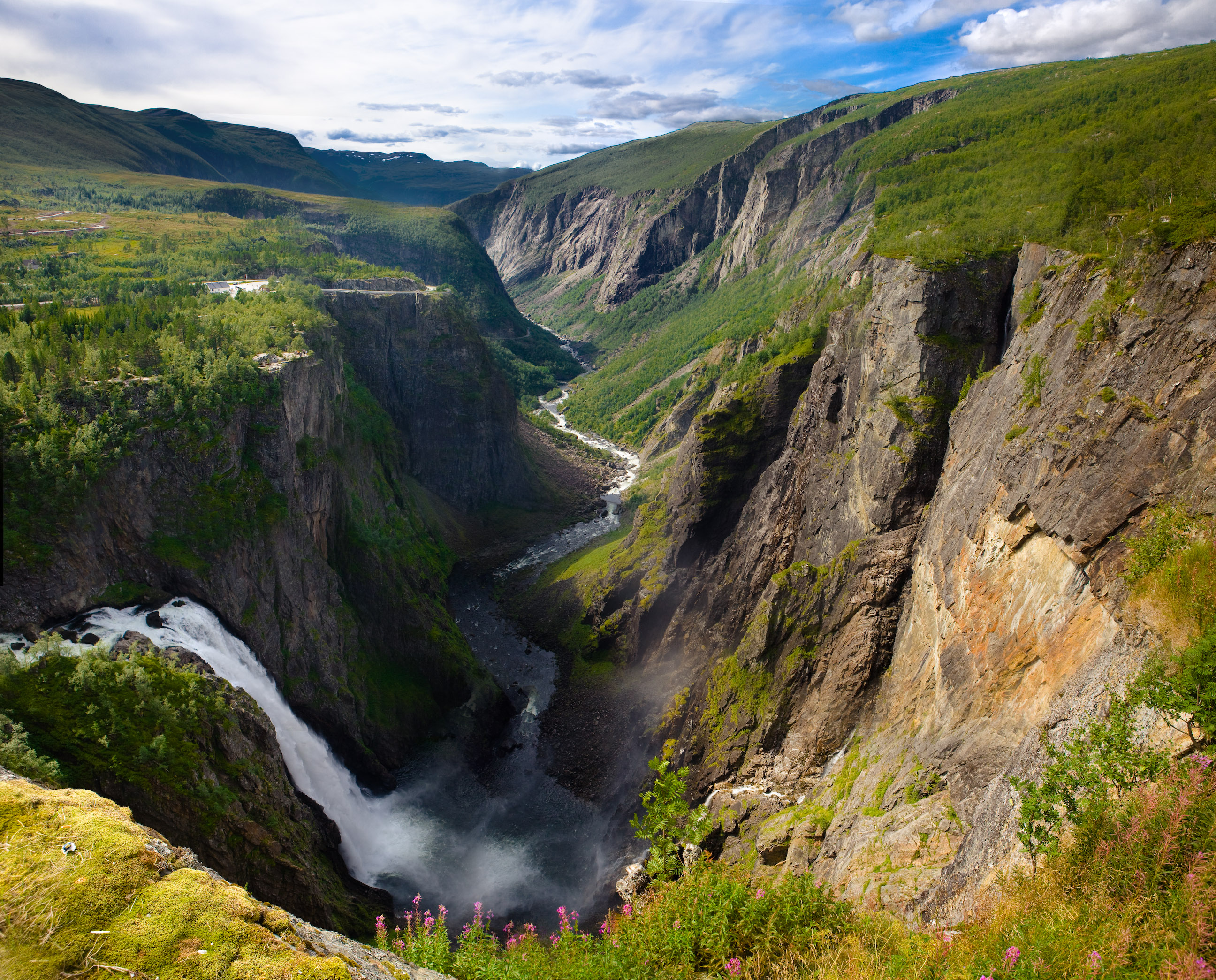
Måbødalen, varigenom cykeletappen passerar

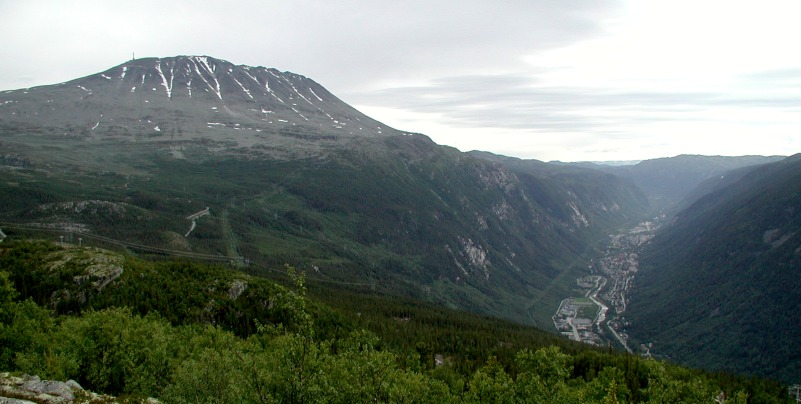
Gaustatoppen, plats för slutsträckan av maratonetappen

Norseman Xtreme Triathlon är en tävling i extremtriathlon, som genomförs årligen i Norge. Etapplängderna är samma som för Ironman triathlon. Simetappen på 3,8 kilometer börjar från en påfarts- och avfartsramp på en bilfärja på Hardangerfjorden och har sitt mål i byn Eidfjord. I Eidfjord växlar deltagarna till sina cyklar och cyklar 180 kilometer på bergsvägar, varav den första sträckan på 40 kilometer har en stigning på 1 200 meter. Efter den andra växlingsstationen i Austbygde, 190 meter över havet, springer deltagarna 42,2 kilometer, av vilka de första 25 kilometrarna till Rjukan är på förhållandevis flack mark i Vestfjorddalen, varefter följer en stigning på berget Gaustatoppen till 1 880 meters höjd.
Tävlingsdeltagarna svarar själva för eget stöd av minst en person som följer med bil och svarar för mat och dryck, samt springer med den sista uppförssträckan. Under den sista uppförssträckan måste deltagarna bära en ryggsäck med nödmat samt också extra kläder, för den händelse vädret skulle växla medan deltagarna är på berget.

## Vattentemperatur
Väderförhållanden, kontroll av hälsotillstånd och maximala tider avgör om loppet får fullföljas upp i bergen. De som slutför loppet får en svart genomförandetröja och tilldelas hedersbenämningen "Norseman".
Vattentemperaturen i Eidfjorden är en utmaning för deltagarna. År 2015 var vattnet 10 grader, och de säkerhetsansvariga beslöt då att korta ned simetappen från 3 800 meter till 1 900 meter.

## Deltagare
Antalet deltagare är begränsat till ett visst antal, vilket 2024 var 250, varav flertalet uttagna genom lottning. Omkring 40 % av deltagarna kommer från annat land än Norge och omkring 15 % är kvinnor.
Norseman Xtreme Triathlon genomfördes första gången 2003 med 21 startande. Den snabbaste tiden är 09:23:28, vilken  genomfördes 2022 av norrmannen Jon Sæveris Breivold (född 1995), tidigare professionell tävlingscyklist. Den snabbaste kvinnliga deltagaren är norskan Mette Pettersen Moe (född 1975 eller 1976), tidigare professionell triatlet, som 2018 genomförde loppet på 11:16:10. Tyskan Laura Zimmerman blev första dam och kom på åttonde plats totalt 2024 (efter Sebastian Norberg) på 11:30.
Svenska deltagare har varit bland andra Sebastian Norberg (etta 2024), Björn Andersson (etta 2005) och Jonas Colting (trea 2006).